# Arche de feu

L'arche de feu est une réalisation artistique de Claude Chaussard et André Fournelle, située sur le parvis de la gare à Douai, dans le département du Nord, et datant de 2008.

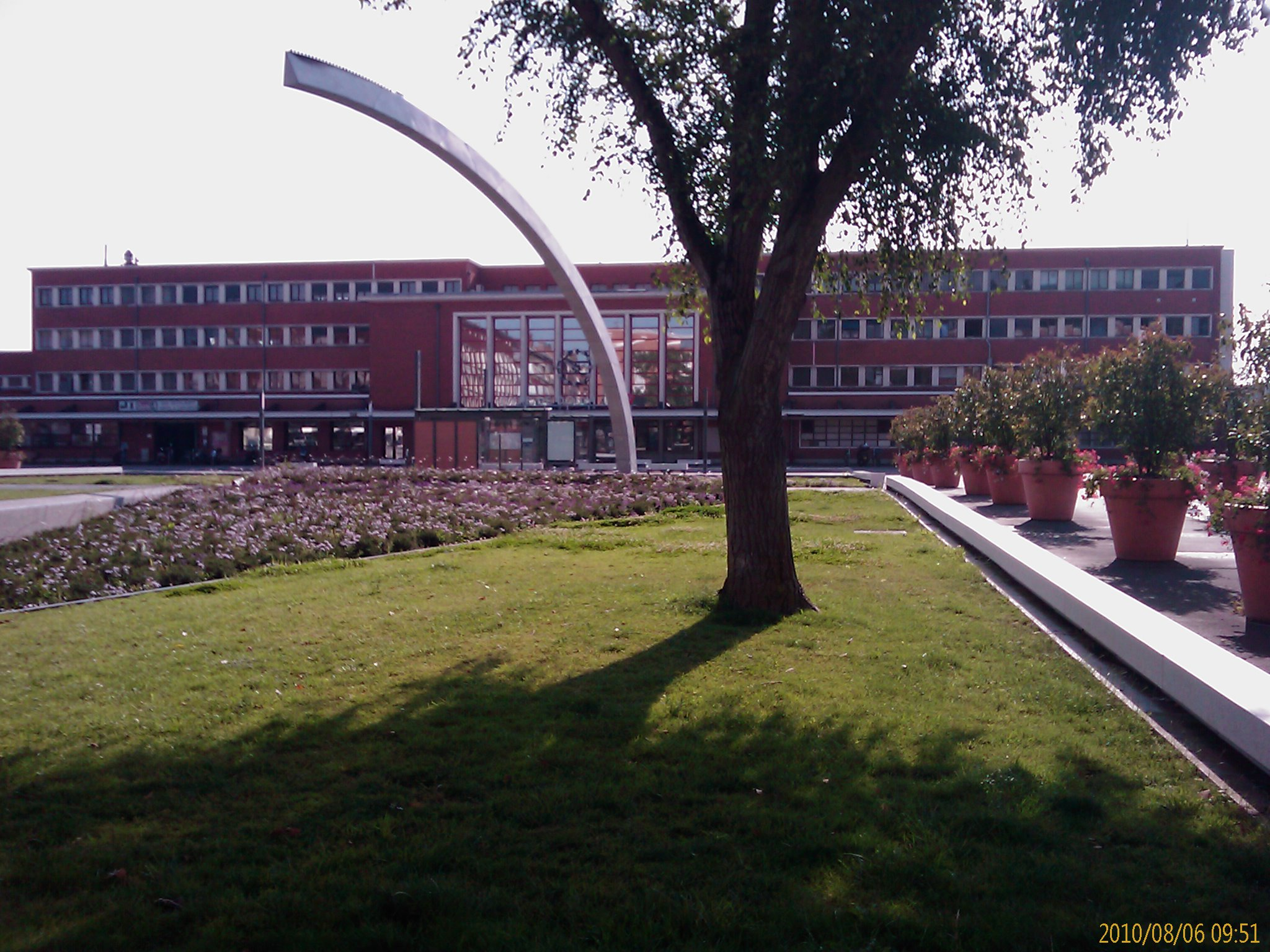
L'Arche de feu, sur la place de la gare, à Douai.

 Il s'agit d'une demi-arche de titane haute de 11 mètres qui a été commandée pour accompagner la création de la ligne 1 du tramway. Durant certaines plages horaires, le haut de l'arche s'enflamme pendant une vingtaine de secondes toutes les cinq minutes. Elle est également entourée de brumisateurs qui se déclenchent de temps en temps.